# Arthur Auwers
 (avril 2021).
Si vous disposez d'ouvrages ou d'articles de référence ou si vous connaissez des sites web de qualité traitant du thème abordé ici, merci de compléter l'article en donnant les références utiles à sa vérifiabilité et en les liant à la section « Notes et références ».
Georg Friedrich Julius Arthur von Auwers (né le 12 septembre 1838 à Göttingen et mort le 24 janvier 1915 à Grosz-Lichterfelde, près de Berlin) est un astronome allemand.

## Biographie
Il étudie à l'école primaire et au lycée de Göttingen (de) et plus tard le lycée de Schulpforta, en Thuringe. Arthur Auwers travaillait à l’observatoire de Kœnigsberg. Il était spécialisé en astrométrie, réalisant des mesures très précises des positions et des mouvements stellaires. Il détecta les étoiles compagnon de Sirius et de Procyon à partir de leur influence sur les déplacements de l'étoile principale, avant que les télescopes ne soient assez puissants pour les observer visuellement. Il fut secrétaire de l'Académie de Berlin à partir de 1866, et organisa des expéditions pour observer les transits de Vénus, de façon à mesurer la distance de la Terre au Soleil plus précisément, et ainsi pouvoir calculer les  dimensions du système solaire avec plus de précision. Il démarra un projet pour unifier toutes les cartes du ciel disponibles, un intérêt qui débuta avec son catalogue de nébuleuses publié en 1862.
Arthur Auwers est le père du chimiste allemand Karl von Auwers.

## Distinctions et récompenses
- Médaille d'or de la Royal Astronomical Society (1888)
- Médaille James-Craig-Watson (1891)
- Médaille Bruce (1899)
- Le cratère Auwers sur la Lune
- L'astéroïde (11760) Auwers

#### Notices nécrologiques
- (de) AN 200 (1915) 185/186
- MNRAS 76 (1916) 284
- Obs 38 (1915) 177